# Handball-Oberliga Baden-Württemberg der Frauen
Die Handball-Oberliga Baden-Württemberg der Frauen (BWOL) wurde zur Saison 2000/01 als gemeinsame höchste Spielklasse der drei selbständigen Landesverbände Baden, Südbaden und Württemberg eingeführt, die zum übergeordneten Regionalverband Süddeutscher Handballverband (SHV) gehören. Sie war nach der 1. und 2. Bundesliga sowie der 3. Liga (bis zur Saison 2010/11 Regionalliga) die vierthöchste Liga innerhalb des Deutschen Handballbunds. Ab der Saison 2024/25 wird die Oberliga von der Regionalliga Baden-Württemberg (Frauen) abgelöst. 
Zur Saison 2025/26 ist eine Fusion der Handballverbände Badens, Südbadens und Württembergs geplant.

## Geschichte
Für die Oberliga Baden-Württemberg hatten sich nach Abschluss der Saison 1999/00 14 Vereine qualifiziert: die acht Absteiger aus der Regionalliga Süd sowie die jeweils Zweit- und Drittplatzierten aus den höchsten Ligen der drei Landesverbände Baden, Südbaden und Württemberg.

### Modus
Meister und Vize-Meister der BWOL konnten sich für die 3. Liga qualifizieren.

## Handball-Regionalliga Baden-Württemberg (Frauen)
Mit Beginn der Saison 2024/25 wird die Oberliga von der Regionalliga Baden-Württemberg (Frauen) abgelöst. Auch die RL-Baden-Württemberg wird von den Landesverbänden Baden, Südbaden und Württemberg organisiert werden. Die RL-BW soll mit 12 Mannschaften gebildet werden. Der Meister qualifiziert sich für die Aufstiegsrelegation zur 3. Liga (Frauen). Die bisher untergeordneten Baden-, Südbaden- und Württembergliga sollen ab 2024/25 in Oberliga umbenannt werden. Es steigen so viele Mannschaften ab (maximal drei), bis die Ligastärke von 12 Teams incl. zwei Aufsteigern aus den Oberligen und möglichen Absteigern aus der 3. Liga erreicht ist.

### Mannschaften
Die Mannschaften setzen sich aus sieben Mannschaften der BWOL Saison 2023/24, drei Absteigern aus der 3. Liga und zwei Aufsteiger aus den Verbandsligen zusammen.
| - TV Nellingen (A) - TuS Steißlingen (A) - TuS Schutterwald (A) | - TG 88 Pforzheim (M) - SG H2Ku Herrenberg - HC Schmiden/Oeffingen | - HG Oftersheim/Schwetzingen - HSG Leinfelden-Echterdingen - TPSG Frisch Auf Göppingen 2 | - TSV Bönnigheim - TV 1895 Flein (N) - Sport-Union Neckarsulm 2 (N) |

(A) = Absteiger aus der 3. Liga (N) = neu in der Liga (M) = Meister / Titelverteidiger

## Die Meister der Oberliga Baden-Württemberg

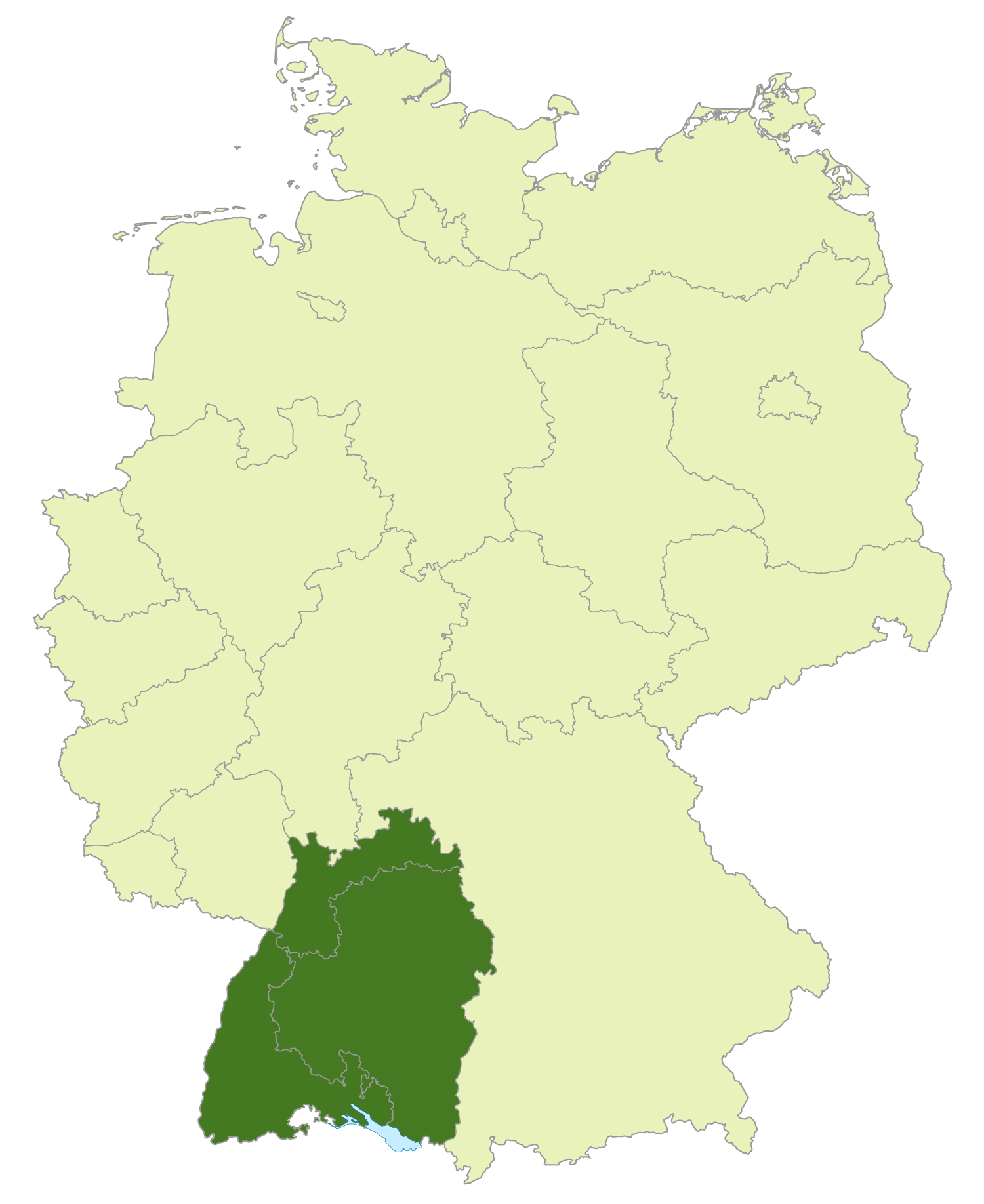
Bereich der Region Baden-Württemberg (grün)

| Saison  | Verein                                                                             | Punkte                                                                             | Vizemeister                                                                        | Punkte                                                                             |
| ------- | ---------------------------------------------------------------------------------- | ---------------------------------------------------------------------------------- | ---------------------------------------------------------------------------------- | ---------------------------------------------------------------------------------- |
| 2000/01 | TSG Tübingen                                                                       | 45:7                                                                               |                                                                                    |                                                                                    |
| 2001/02 | TS Ottersweier                                                                     | 46:6                                                                               | TV Echterdingen                                                                    |                                                                                    |
| 2002/03 | TV Holzheim 1885                                                                   | 43:9                                                                               | TV Möglingen                                                                       |                                                                                    |
| 2003/04 | SG Leutershausen                                                                   | 43:9                                                                               | SG Haslach-Herrenberg-Kuppingen                                                    |                                                                                    |
| 2004/05 | Frisch Auf Göppingen II                                                            | 39:9                                                                               |                                                                                    |                                                                                    |
| 2005/06 | TG 88 Pforzheim                                                                    | 42:10                                                                              |                                                                                    |                                                                                    |
| 2006/07 | TS Ottersweier                                                                     | 54:6                                                                               | SG Haslach-Herrenberg-Kuppingen                                                    |                                                                                    |
| 2007/08 | SG Leutershausen                                                                   | 53:7                                                                               | TSG Ketsch II                                                                      |                                                                                    |
| 2008/09 | TV Großbottwar                                                                     | 43:9                                                                               | HSG Freiburg                                                                       | 39:13                                                                              |
| 2009/10 | WSG Eningen-Pfullingen                                                             | 41:11                                                                              | HSG Mannheim                                                                       |                                                                                    |
| 2010/11 | TG Nürtingen                                                                       | 48:8                                                                               | TV Möglingen 05                                                                    | 40:16                                                                              |
| 2011/12 | Neckarsulmer Sport-Union                                                           | 50:2                                                                               | TS Ottersweier                                                                     | 44:8                                                                               |
| 2012/13 | TV Holzheim 1885                                                                   | 42:10                                                                              | HSG Pforzheim                                                                      | 41:11                                                                              |
| 2013/14 | SG Nußloch                                                                         | 29:15                                                                              | SG BBM Bietigheim II                                                               | 29:15                                                                              |
| 2014/15 | SC Korb                                                                            | 46:6                                                                               | TSV Birkenau                                                                       | 39:13                                                                              |
| 2015/16 | TSV Birkenau                                                                       | 39:13                                                                              | TV Brombach 1882                                                                   | 35:17                                                                              |
| 2016/17 | TuS Metzingen II                                                                   | 48:4                                                                               | TSG Ketsch II                                                                      | 41:11                                                                              |
| 2017/18 | SG Kappelwindeck/Steinbach                                                         | 39:13                                                                              | TG 88 Pforzheim                                                                    | 37:15                                                                              |
| 2018/19 | TSV Wolfschlugen                                                                   | 40:12                                                                              | SG Schozach-Bottwartal                                                             | 38:14                                                                              |
| 2019/20 | TPSG FA Göppingen II                                                               | 185*                                                                               | HSG St. Leon/Reilingen                                                             | 165*                                                                               |
| 2020/21 | kein Meister ermittelt, aber 2 Aufsteiger TuS Steißlingen u. SG BBM Bietigheim II. | kein Meister ermittelt, aber 2 Aufsteiger TuS Steißlingen u. SG BBM Bietigheim II. | kein Meister ermittelt, aber 2 Aufsteiger TuS Steißlingen u. SG BBM Bietigheim II. | kein Meister ermittelt, aber 2 Aufsteiger TuS Steißlingen u. SG BBM Bietigheim II. |
| 2021/22 | HSG Leinfelden-Echterdingen                                                        | 28:8                                                                               | TSV Bönnigheim                                                                     | 26:10                                                                              |
| 2022/23 | TuS Schutterwald                                                                   | 43:5                                                                               | TuS Metzingen II                                                                   | 36:12                                                                              |
| 2023/24 | TG 88 Pforzheim F1                                                                 | 35:9                                                                               | HC Schmiden/Oeffingen F1                                                           | 28:16                                                                              |
| 2024/25 |                                                                                    |                                                                                    |                                                                                    |                                                                                    |

* Die Saison wurde aufgrund der unterschiedlichen Anzahl an absolvierten Spielen zum Zeitpunkt des Abbruchs auf Basis der Quotienten-Regelung {\textstyle {\frac {Pluspunkte}{Anzahl\ der\ absolvierten\ Spiele}}\times 100} gewertet.